# Проте, Поль-Александр
Поль-Александр Проте (фр. Alexandre Paul Protais; 17 октября 1825, Париж — 25 января 1890, там же) — французский живописец исторического жанра, баталист.

## Биография
С раннего возраста чувствовал сильное влечение к живописи. Учился у Огюста Демулена (1788—1856).
Окончательно посвятил себя искусству после Крымской войны, в которой участвовал в качестве солдата. Был прикреплён к штабу П. Боске. Привёз с полей боевых действий много рисунков и этюдов, послуживших впоследствии материалом для его картин: «Инкерманская битва», «Взятие батареи Зеленого Мамелона», «Смерть полковника Брансьона» и «Исполнение долга». Дебютировал в парижском салоне в 1850 году. Его картины, появившись, сразу сделали художника известным. Немногие художники были так популярны, как Проте в своё время.
Вскоре, в 1859 году, участвовал в Австро-итало-французской войне 1859 года, сопровождал генерала Ламорисьера в Италию и привёз оттуда новый богатый запас материалов для изображения сцен войны и солдатского быта.
Участник Франко-прусской войны 1870 года. Во время войн был трижды ранен. Офицер ордена Почётного легиона.

## Творчество
Художник был силён в воспроизведении не столько общего движения битвы, её ужасов и одушевления, сколько отдельного солдата, которого он знал в совершенстве и представлял скорее с сентиментальной, чем с трагической точки зрения. Картины Проте отмечены неподдельным чувством; фигуры в них полны достоинства и, вместе с тем, проникнуты какой-то грустью. Проте служит, так сказать, соединительным звеном между старым и новым направлениями французской батальной живописи — между сентиментальностью О. Раффе и реализмом, господствующим у позднейших представителей этого жанра живописи. Особенно замечательны в числе его картин — «Ночь на поле битвы при Ватерлоо», «Утро после атаки» (1863), «Вечер после битвы» (1863), «Умирающий солдат» (1866), «Возвращение на родину» (1867), «В походе» (1870) и «Охрана знамени» (1876). Автор серии картин, написанных по заказу императрицы Франции Евгения, посвящённых гибели Наполеона Эжена во время Англо-зулусской войны в 1879 году.

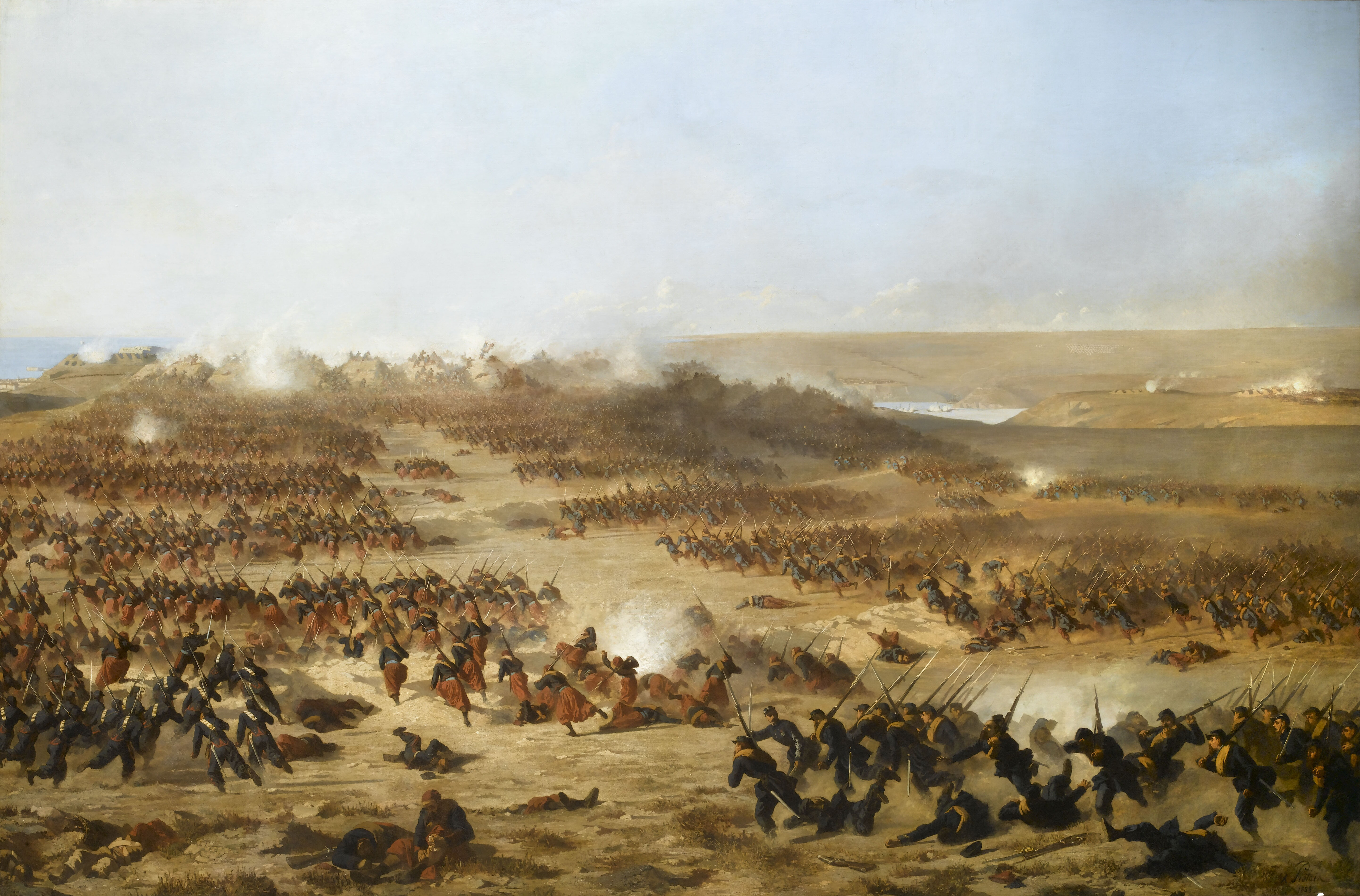
Атака форта Мамелон союзниками 6 июня 1855 года
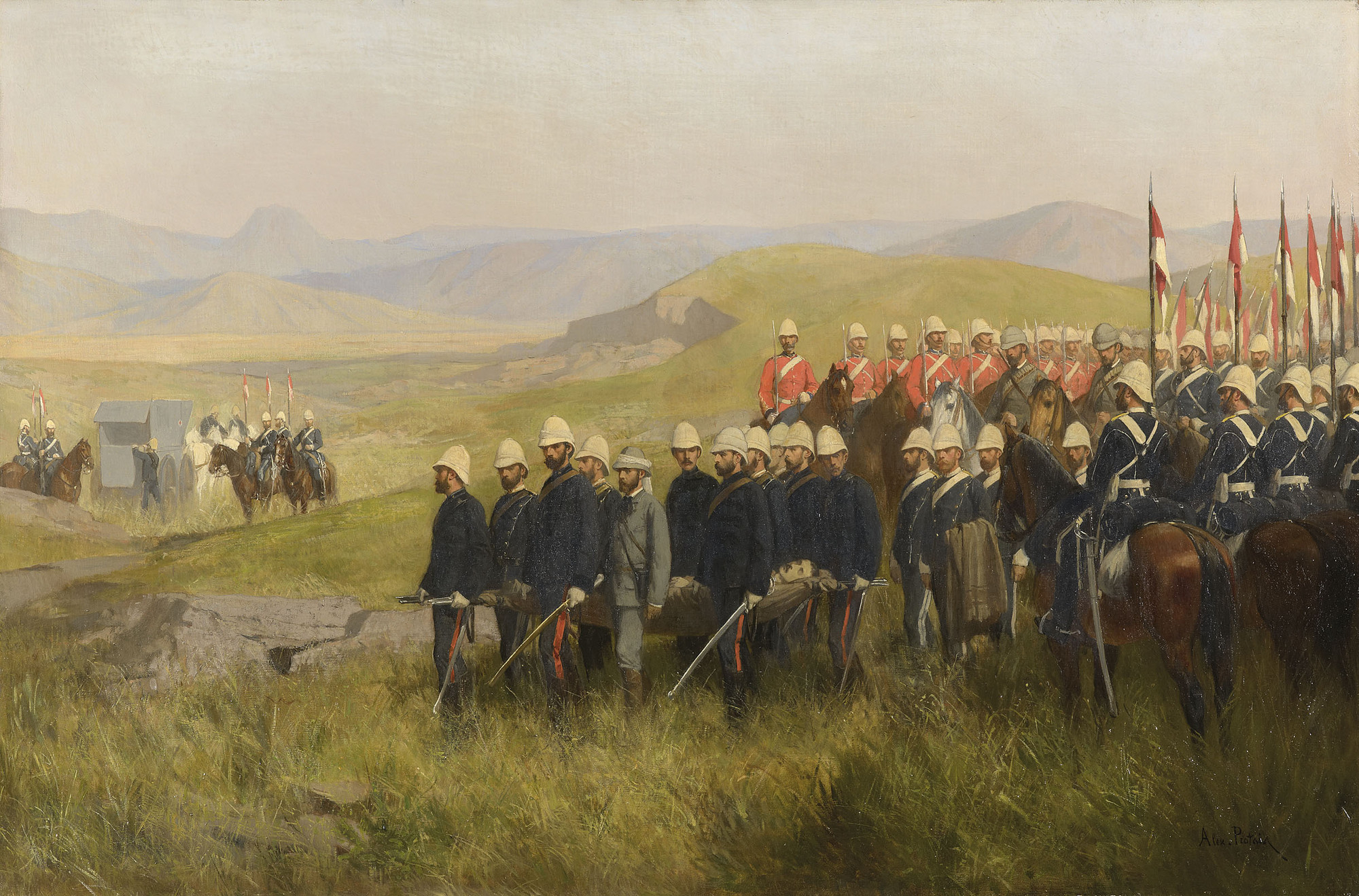
Обнаружение тела принца Наполеона Эжена (Королевская коллекция)
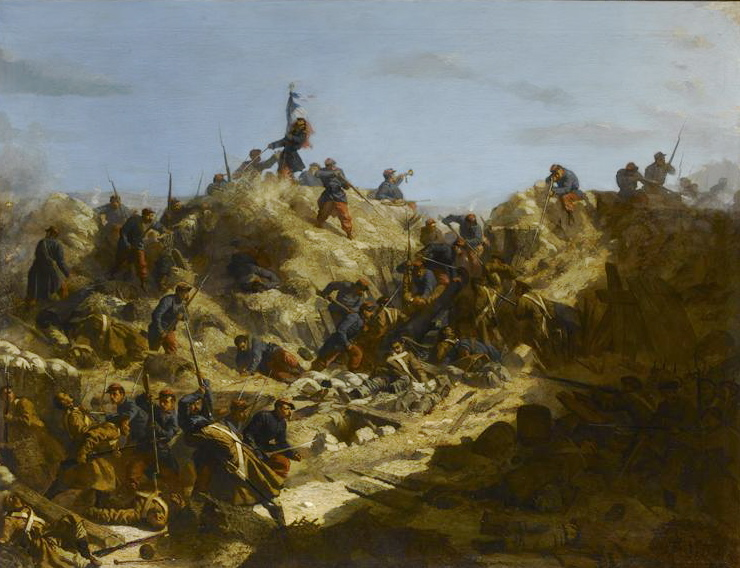
Смерть полковника Р. де Брансьона во время осады Севастополя 7 июня 1855 (Версаль)
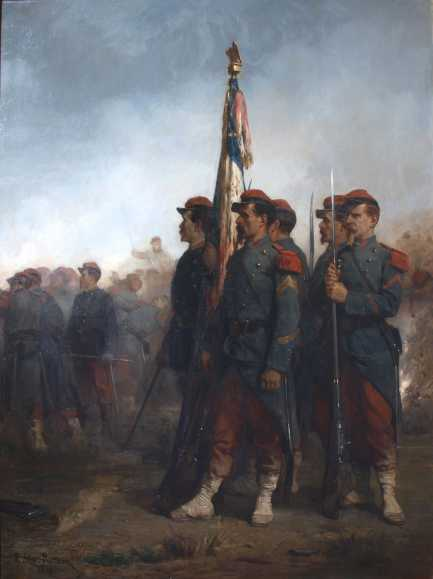
Охрана знамени
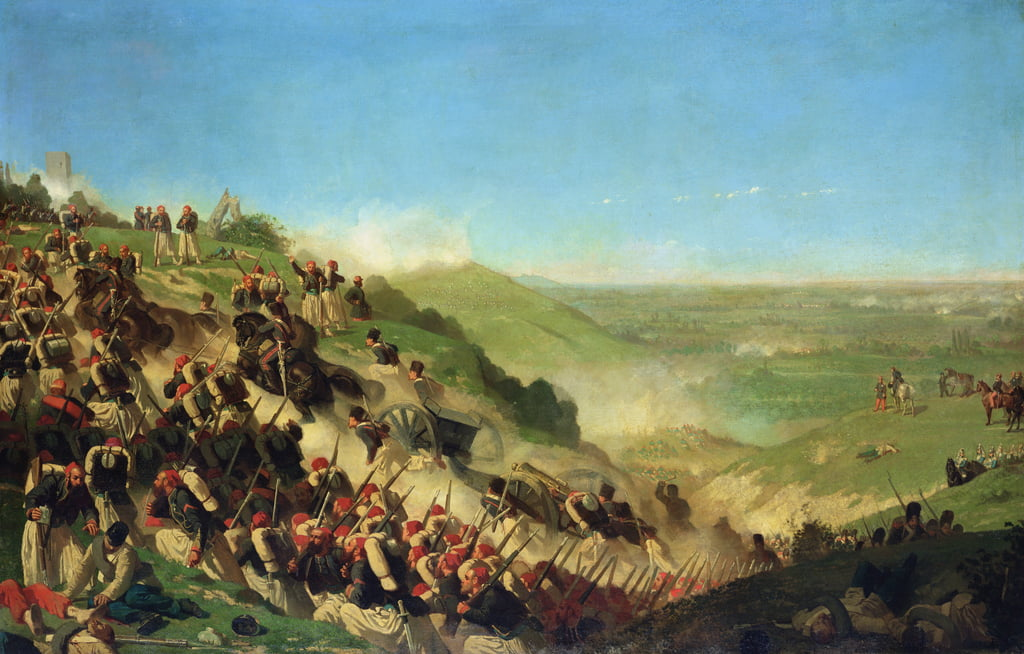
Битва при Сольферино 24 июня 1859 г.
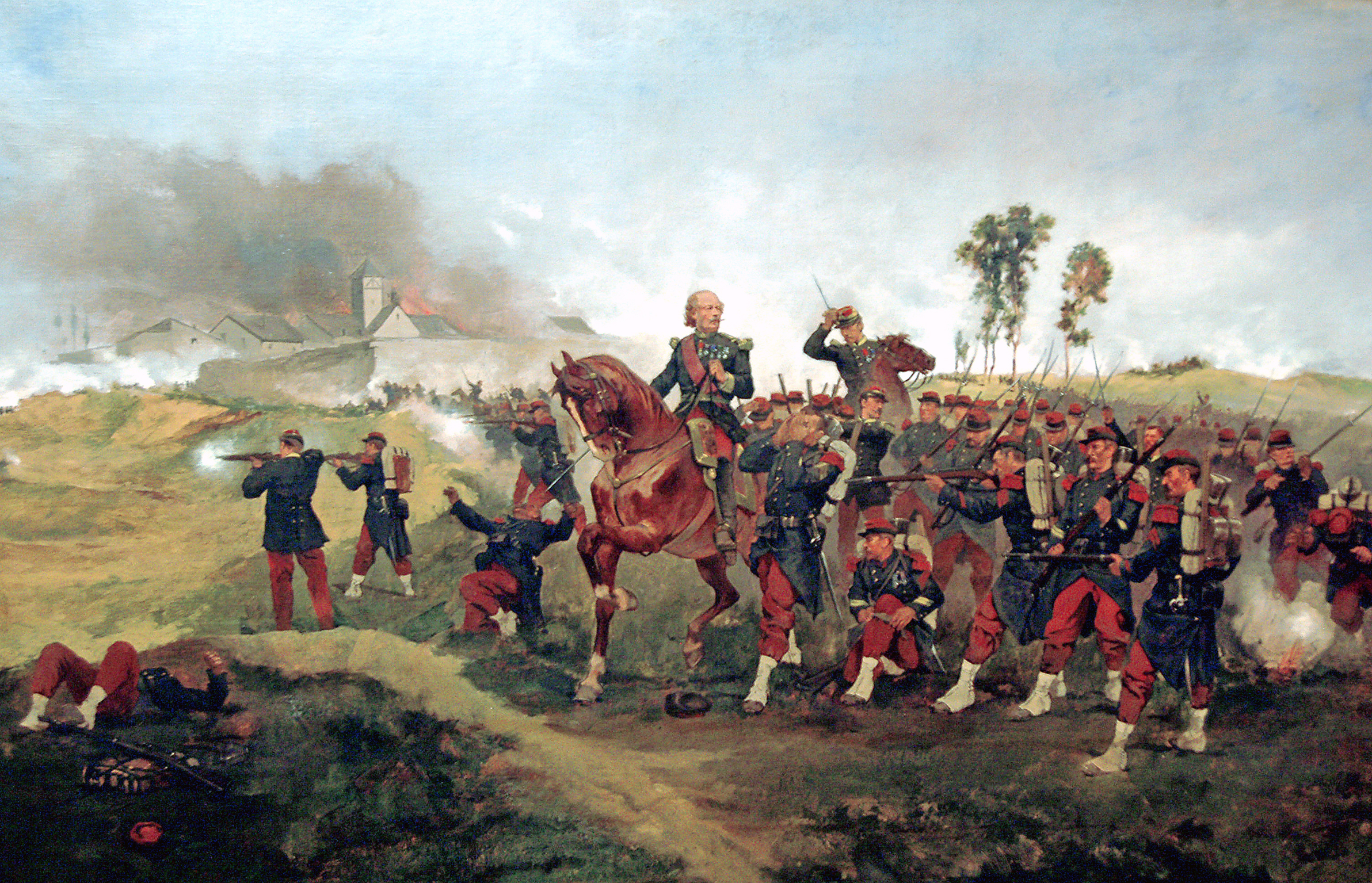
Оборона Сен-Прива